# Lust for Life (альбом Ланы Дель Рей)
Lust for Life (с англ. — «Жажда Жизни») — пятый студийный альбом американской певицы Ланы Дель Рей. Певица работала над ним в сотрудничестве с такими продюсерами, как Рик Ноуэлс, Эмиль Хейни, Бенни Бланко, Киерон Мэнзиес, Макс Мартин. Альбом издан 21 июля 2017 года на лейблах Interscope и Polydor. В поддержку альбома были выпущены несколько синглов, включая «Love» 18 февраля 2017 года и «Lust for Life» 19 апреля того же года. Альбом дебютировал на первом месте в британском (UK Albums Chart) и американском хит-парадах (Billboard 200). Альбом был номинирован на премию «Грэмми-2018» в категории Лучший вокальный поп-альбом. Пластинка стала второй номинацией Дель Рей в этой категории.

## История создания
В октябре 2015 года Дель Рей заявила, что в скором времени планирует начать писать материал для нового альбома. В интервью журналу NME, певица заявила, что два её последних альбома имели «калифорнийское звучание», но по её словам, следующий диск будет иметь «нью-йоркское звучание»: „переключение между Нью-Йорком и Калифорнией не такое сложное, и я вижу себя записывающей альбом в стиле Нью-Йорка. Я думаю, он был бы другим: тяжелее, быстрее, более ритмичным и менее мечтательным“. Также она сказала: „Мой лейбл Interscope подстраивается под меня в плане времени выпуска альбомов, на меня не давят. Я просто счастлива создавать музыку, на которую могу положиться. Этого достаточно“. В интервью журналу Billboard, которое Дель Рей дала на мероприятии Клайва Дэвиса «Salute To Industry Icons», на вопрос о релизе Lust for Life, исполнительница сказала: „Это будет скоро. Я работаю над материалом, который мне нравится“. Также она добавила: „Альбом будет отличаться от моих предыдущих работ, но нельзя сказать наверняка, ведь всё зависит от моего внутреннего состояния“.
В марте 2016 года, менеджеры Дель Рей сообщили, что певица начала запись следующего альбома, спустя несколько месяцев с момента выхода её четвертого диска. Было также объявлено, что над альбомом будут работать Джастин Паркер, Рик Ноуэлс и Эмиль Хейни. 18 февраля в поддержку альбома был выпущен первый сингл, «Love». 29 марта 2017 года, Дель Рей анонсировала название альбома, Lust for Life, также добавив, что релиз пластинки состоится в ближайшие месяцы. Наряду с анонсом диска, Дель Рей также опубликовала промо-ролик к альбому на YouTube. Было также подтверждено, что на альбоме будут присутствовать треки, написанные и записанные при участии приглашённых артистов. О пластинке, Дель Рей сказала: „Я создала свои первые четыре альбома для себя, но этот будет для моих поклонников, и он о том, куда, как я надеюсь, все мы отправимся“. Во время трансляции певицы в социальной сети Instagram, она рассказала про эстетику альбома: „ретро-чувственность с футуристической вспышкой“.
11 апреля 2017 года, в своём аккаунте Instagram, Дель Рей представила обложку альбома. Автором фотографии с обложки стала сестра исполнительницы, Кэролайн „Чак“ Грант. В интервью с Кортни Лав для британского журнала Dazed, Дель Рей рассказала, что записала заглавную песню альбома при сотрудничестве с американским исполнителем The Weeknd. Она также сказала, что на альбоме присутствует композиция «Tomorrow Never Came», записанная совместно с Шоном Ленноном, также добавив, что в продюсировании альбома принимал участие продюсер Макс Мартин. 26 апреля было сообщено, что на альбоме будет присутствовать песня «Beuatiful People», записанная с американской певицей Стиви Никс. Дель Рей рассказала об этом: „Я не знала, чего ожидать, и что вообще последует после моей просьбы, но когда я подумала о женщинах, которые правда могут что-то привнести в альбом, на уме была только она. «Негодяйка» — подходящее для неё слово. Она настоящая. И она всё ещё в туре, что поражает меня. Мало таких женщин. У нас есть Кортни Лав, которая работает, поёт, гастролирует, немного тех, кто занимался музыкой в 70-х и 80-х, занимается ей и сейчас“. В интервью для британского журнала Elle, Дель Рей рассказала, что многие строки песен вдохновлены политическими событиями в США: „Было бы странно записывать альбом в течение последних восемнадцати месяцев и не прокомментировать, как политическая ситуация заставляла меня или моих знакомых себя чувствовать. Было бы неправильно, если бы мои взгляды не соответствовали тому, что говорят люди“. Она также добавила, что на альбоме будет присутствовать песни «God Bless America»: „Я написала эту композицию ещё до Марша женщин, но я предвидела, что это случится. Я понимала, что много женщин волновались о некоторых законах, которые могли бы быть приняты, и которые прямо повлияли на их жизни. Это прямая ранняя реакция на то, что могло бы произойти, и на то, что реально произошло“. В интервью для американского издания Flaunt, исполнительница рассказала, что диск включает в себя трек «When The World Was At War We Kept Dancing»: „Я сто раз засомневалась, стоит ли включать эту песню в альбом, потому что я не хотела сделать ещё хуже. Композиция не апатична. Настроение и производство очень мрачные, и это не ведёт к дурацкому счастливому концу. И вопрос, который там задаётся: «Это конец для Америки, для всей цивилизации? У нас остаётся мало времени с этим человеком у штурвала? Мы потонем?» Для меня эти слова были напоминанием о том, что нельзя молчать, быть безразличным. Оставайтесь бдительными и продолжайте танцевать“; Дель Рей также рассказала о песне «Tomorrow Never Came»: „Думаю, поэтому мне казалось, что песня не моя. Я не чувствовала, будто чего-то жду. Эта композиция не о чём-то конкретном, разве что о звучании, фильтрах. Я пытаюсь быть очень осторожной, если собираюсь петь на сцене то, что пишу. И эту песню будет легко петь, потому что она не задевает за живое. И я знаю, что она особенна для Шона, ведь он главный поклонник своего отца. И мне понравилось, хоть и в таком незначительном виде, но у них был диалог, каким бы сюрреалистичным образом это ни могло произойти“. Говоря о треке «God Bless America» в том же интервью, Дель Рей добавила: „В ней есть сильное послание, некая иконография, со Статуей Свободы, пожарными лестницами и улицами, и я ощущаю немного Нью-Йорка, когда переслушиваю её“. Также было сообщено о песне «Yosemite», названой так в честь Йосемитского национального парка, в котором Дель Рей пребывала несколько дней в начале 2016 года. В интервью для Elle, Дель Рей рассказала о припеве песни: „Припев «Yosemite» о том, как люди делают что-то для веселья, бесплатно и в благих целях. Он об артистической целостности. О том, что не надо делать что-то грандиозное, но нужно передавать какое-нибудь очень важное послание“. 19 мая 2017 года, в своём аккаунте Instagram, Дель Рей поделилась отрывком с репетиции, где исполняла отрывок песни «Cherry», которая также вошла на альбом. 21 мая, певица исполнила песню на концерте радиостанции KROQ, «Weenie Roast».

## Продвижение

### Синглы

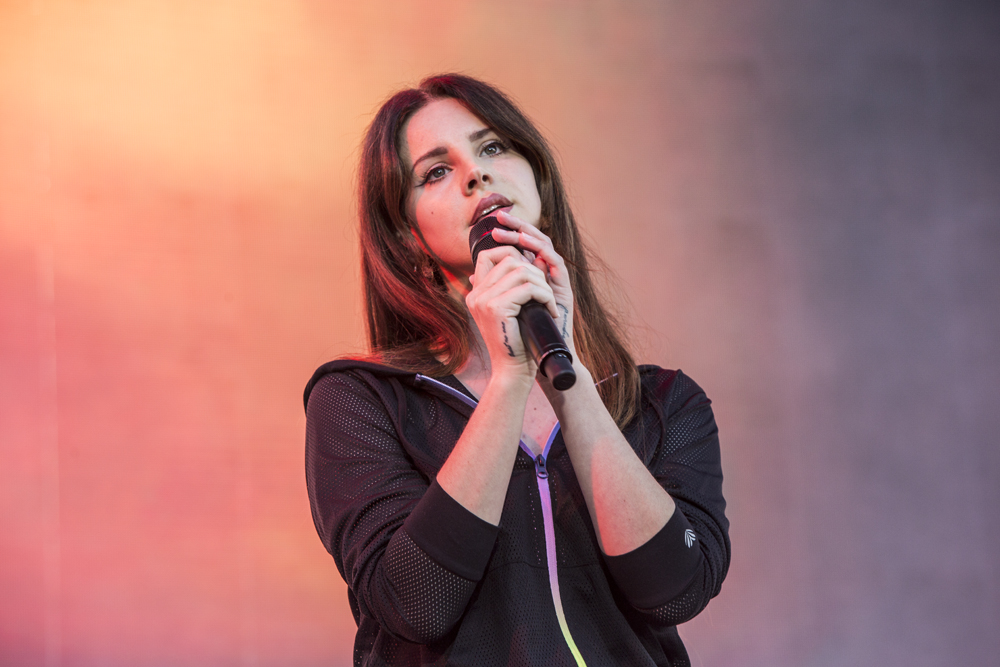
Дель Рей выступает на «KROQ Weenie Roast Y Fiesta»

14 января 2017 года в базе по защите авторских прав музыкальных произведений Harry Fox Agency была зарегистрирована композиция под названием «Young & In Love». 17 февраля 2017 года, песня «Love» была слита в сеть. На следующий день, лейбл певицы, Interscope, выпустил песню в качестве первого сингла в поддержку следующего альбома исполнительницы. Авторами трека являются сама исполнительница, Рик Ноуэлс, Эмиль Хейни, а также известный американский продюсер и автор песен Бенни Бланко, сотрудничавший с Дель Рей впервые. Музыкальное видео было снято в конце июня 2016 года американским режиссёром Ричем Ли. Композиция «Love» дебютировала с 44 позиции в американском чарте Billboard Hot 100, а также со второй позиции в чарте Rock Songs журнала Billboard. 19 апреля 2017 года в эфире британской радиостанции BBC Radio 1 состоялась премьера заглавного трека с альбома, ставшего вторым синглом, записанного при участии The Weeknd. Спустя пару часов, композиция стала доступной для приобретения в iTunes, а также для стриминга на многих сервисах.
15 мая 2017 года Дель Рей выпустила первый промосингл «Coachella – Woodstock in My Mind» в поддержку альбома, хотя ранее его присутствие в трек-листе не планировалось. Почти через два месяца, 12 июля, на радиостанциях Beats 1 в США и BBC Radio 1 в Великобритании состоялась премьера песен «Summer Bummer» (совместно с A$AP Rocky и Playboi Carti) и «Groupie Love» (совместно с A$AP Rocky) в качестве второго и третьего промосинглов.
После релиза всего альбома 13 сентября 2017 года Лана Дель Рей представила музыкальное видео на композицию «White Mustang», выпустив данную песню в качестве четвёртого промосингла к Lust for Life.

### Выступления
Об официальном концертном туре в поддержку альбома до конца августа 2017 года заявлено не было, однако Дель Рей с марта по октябрь совершила несколько выступлений, в рамках которых прозвучали песни из Lust for Life.
| Дата             | Город              | Страна           | Фестиваль                    | Площадка                             | Ссылка           |                  |
| Северная Америка | Северная Америка   | Северная Америка | Северная Америка             | Северная Америка                     | Северная Америка | Северная Америка |
| ---------------- | ------------------ | ---------------- | ---------------------------- | ------------------------------------ | ---------------- | ---------------- |
| 17 марта         | Остин              | США              | «South by Southwest»         | «Apple Music Space»                  | [ 28 ]           |                  |
| 20 мая           | Карсон             | США              | «KROQ Weenie Roast Y Fiesta» | Стадион «Стабхаб Сентер»             | [ 29 ]           |                  |
| Европа           |                    |                  |                              |                                      |                  |                  |
| 27 мая           | Кингстон-апон-Халл | Великобритания   | «BBC Radio 1's Big Weekend»  | Burton Constable Hall                | [ 30 ]           |                  |
| 23 июля          | Париж              | Франция          | «Lollapalooza Paris»         | Ипподром «Де Лоншамп»                | [ 31 ]           |                  |
| 24 июля          | Лондон             | Великобритания   | самостоятельное выступление  | «Brixton Academy»                    | [ 32 ]           |                  |
| Северная Америка |                    |                  |                              |                                      |                  |                  |
| 26 июля          | Лос-Анджелес       | США              | самостоятельное выступление  | Музыкальный магазин «Amoeba Music»   | [ 33 ]           |                  |
| 31 июля          | Сан-Диего          | США              | самостоятельное выступление  | Клубы «House of Blues»               | [ 34 ]           |                  |
| 1 августа        | Анахайм            | США              | самостоятельное выступление  | Клубы «House of Blues»               | [ 34 ]           |                  |
| Европа           |                    |                  |                              |                                      |                  |                  |
| 9 августа        | Осло               | Норвегия         | «Øyafestivalen»              | Парк «Tøyen»                         | [ 35 ]           |                  |
| 11 августа       | Хельсинки          | Финляндия        | «Flow Festival»              | «Parrukatu 2»                        | [ 36 ]           |                  |
| 12 августа       | Гётеборг           | Швеция           | «Way Out West»               | Парк «Slottsskogen»                  | [ 37 ]           |                  |
| 19 августа       | Краков             | Польша           | «Krakow Live Festival»       | Музей польской авиации               | [ 38 ]           |                  |
| 22 августа       | Ливерпуль          | Великобритания   | самостоятельное выступление  | «Echo Arena Liverpool»               | [ 39 ]           |                  |
| 23 августа       | Глазго             | Великобритания   | самостоятельное выступление  | Арена «SSE Hydro»                    | [ 40 ]           |                  |
| Северная Америка |                    |                  |                              |                                      |                  |                  |
| 5 сентября       | Сан-Франциско      | США              | самостоятельное выступление  | Арена «Bill Graham Civic Auditorium» | [ 41 ]           |                  |
| 8 сентября       | Санта-Барбара      | США              | самостоятельное выступление  | Амфитеатр «Santa Barbara Bowl»       | [ 42 ]           |                  |
| 23 октября       | Нью-Йорк           | США              | самостоятельное выступление  | «Terminal 5»                         | [ 43 ]           |                  |
| 24 октября       | Нью-Йорк           | США              | самостоятельное выступление  | «Terminal 5»                         | [ 43 ]           |                  |
| 28 октября       | Лос-Анджелес       | США              | «Camp Flog Gnaw Carnival»    | «Exposition Park»                    | [ 44 ]           |                  |

### Концертный тур
19 августа 2017 года Дель Рей в опубликованном в Instagram видео подтвердила, что в 2018 году она отправится в мировое турне в поддержку Lust for Life, которое получило название LA to the Moon Tour.
Первые даты концертов в Северной и Южной Америках были объявлены 27 сентября, а 16 октября названы даты шоу в Европе и Австралии.

## Коммерческий успех
Lust for Life занял первую строчку главного альбомного чарта США Billboard 200 в первую же неделю после релиза со 107.000 проданными эквивалентными копиями, 80.000 из которых оказались чистыми проданными копиями. Заняв первое место в этом чарте, альбом повторил успех пластинки Ultraviolence (2014). Альбом также дебютировал на первом месте в британском чарте UK Albums Chart (The Official Charts Company), став третьим в карьере певицы диском на вершине этого чарта, вслед за успехом Born To Die (2012) и Ultraviolence (2014).

## Реакция критиков
| Совокупная оценка    | Совокупная оценка |
| Источник             | Оценка            |
| -------------------- | ----------------- |
| AnyDecentMusic?      | 7.1/10            |
| Metacritic           | 77/100            |
| Оценки критиков      |                   |
| Источник             | Оценка            |
| AllMusic             | [ 52 ]            |
| The A.V. Club        | B                 |
| Consequence of Sound | B−                |
| The Daily Telegraph  | [ 55 ]            |
| The Guardian         | [ 56 ]            |
| The Independent      | [ 57 ]            |
| Paste                | 8.3/10            |
| Pitchfork            | 7.7/10            |
| Rolling Stone        | [ 60 ]            |
| Slant Magazine       | [ 61 ]            |

На сайте Metacritic, который вычисляет средний численный рейтинг музыкальных альбомов по стобалльной шкале, основанный на публикациях основных критических изданий, Lust for Life на основе двадцати семи обзоров получил оценку в 77 баллов с указанием «в целом благоприятные отзывы». Нил Маккорник из «The Daily Telegraph» написал, что Lust for Life — это „желанный возврат к хип-хоповой развязности, которая прорвалась через фантастический дебют 2012 года Born To Die“. Джон Парелес из «The New York Times» благоприятно отозвался о пластинке, отметив то, что альбом „в редкие моменты напоминает короткий сон под мрачные колыбельные миссис Дель Рей“. В очень позитивном обзоре от журнала «GQ» Кевин Лонг написал: „Как и Melodrama от Лорд, Lust For Life — это совершенное произведение искусства, противоядие от банальных мелодий, пронизывающих чарты, и один из лучших альбомов этого года“. Журнал «Billboard» назвал Lust for Life альбомом недели и отметил: „В поп-игре 2017 года, пронизанной жаждой, трендами и прожогами, Лана Дель Рей достигла отличительной необыкновенной целостности“. Росон О'Коннор из «The Independent» написал: „Lust For Life — это скорее развитие её [Дель Рей] любимых тем, нежели, чем повторение, на самом деле, это её самый обширный альбом на сегодняшний день,“ закончив тем, что „Дель Рей обладает сейчас намного большим самосознанием, чем в эру предыдущих альбомов“. Эль Хант из «DIY» написал, что Lust for Life — это „запись, подготовленная быть по-настоящему трогательной и тем более эффектной“.
| Billboard        | США            | «50 лучших альбомов 2017 года»           | 48 | [ 67 ] |
| Complex          | США            | «Топ-50 альбомов 2017 года»              | 46 | [ 68 ] |
| Cosmopolitan     | США            | «Лучшие альбомы 2017 года»               | 9  | [ 69 ] |
| Crack Magazine   | Великобритания | «Топ-100 альбомов 2017 года»             | 2  | [ 70 ] |
| Drowned in Sound | Великобритания | «Избранные альбомы 2017 года»            | 69 | [ 71 ] |
| The Independent  | Великобритания | «30 лучших альбомов 2017 года»           | 21 | [ 72 ] |
| NME              | Великобритания | «Альбомы года»                           | 8  | [ 73 ] |
| Noisey           | Канада         | «100 лучших альбомов 2017 года»          | 19 | [ 74 ] |
| Pitchfork        | США            | «20 лучших поп и R&B-альбомов 2017 года» | 8  | [ 75 ] |
| Rolling Stone    | США            | «50 лучших альбомов 2017 года»           | 26 | [ 76 ] |
| Rolling Stone    | США            | «20 лучших поп-альбомов 2017 года»       | 7  | [ 77 ] |

## Список композиций
| №                   | Название                                                       | Автор(ы) | Продюсер(ы)                               | Длительность |
| ------------------- | -------------------------------------------------------------- | --- | ----------------------------------------- | ------------ |
| 1.                  | «Love»                                                         | Лана Дель Рей, Рик Ноуэлс, Бенджамин Левин, Эмиль Хейни                                                                  | Дель Рей, Ноуэлс, Левин, Хейни            | 4:32         |
| 2.                  | «Lust for Life» (при участии The Weeknd)                       | Дель Рей, Ноуэлс, Эйбел Тесфайе, Макс Мартин                                                                             | Дель Рей, Ноуэлс, Киерон Мэнзиес, Дин Рид | 4:24         |
| 3.                  | «13 Beaches»                                                   | Дель Рей, Ноуэлс | Дель Рей, Ноуэлс, Мэнзиес, Рид            | 4:55         |
| 4.                  | «Cherry»                                                       | Дель Рей, Тим Ларкомбе                                                                                                   | Дель Рей, Ноуэлс, Рид, Ларкомбе           | 3:00         |
| 5.                  | «White Mustang»                                                | Дель Рей, Ноуэлс | Дель Рей, Ноуэлс, Мэнзиес, Рид            | 2:44         |
| 6.                  | «Summer Bummer» (при участии ASAP Rocky и Playboi Carti)       | Лана Дель Рей, Раким Майерс, Джаахан Свит, Джордан Картер, Мэтью Самуэльс, Тайлер Уильямс, Эндрю Джозеф Грэдвохл-младший | Самуэльс, Свит                            | 4:20         |
| 7.                  | «Groupie Love» (при участии ASAP Rocky)                        | Дель Рей, Ноуэлс, Майерс                                                                                                 | Дель Рей, Ноуэлс, Мэнзиес, Рид            | 4:24         |
| 8.                  | «In My Feelings»                                               | Дель Рей, Ноуэлс | Дель Рей, Ноуэлс, Мэнзиес, Рид            | 3:58         |
| 9.                  | «Coachella – Woodstock in My Mind»                             | Дель Рей, Ноуэлс | Дель Рей, Ноуэлс, Мэнзиес, Рид            | 4:18         |
| 10.                 | «God Bless America – And All the Beautiful Women in It»        | Дель Рей, Ноуэлс | Ноуэлс, Мэнзиес, Рид, Лиланд Уэйн         | 4:36         |
| 11.                 | «When the World Was at War We Kept Dancing»                    | Дель Рей, Ноуэлс, Рид | Дель Рей, Ноуэлс, Мэнзиес, Рид            | 4:35         |
| 12.                 | «Beautiful People Beautiful Problems» (при участии Стиви Никс) | Дель Рей, Ноуэлс, Джастин Паркер, Стиви Никс                                                                             | Дель Рей, Ноуэлс, Мэнзиес, Рид            | 4:13         |
| 13.                 | «Tomorrow Never Came» (при участии Шона Оно Леннона)           | Дель Рей, Ноуэлс, Шон Оно Леннон                                                                                         | Дель Рей, Ноуэлс, Шон Оно Леннон          | 5:07         |
| 14.                 | «Heroin»                                                       | Дель Рей, Ноуэлс | Дель Рей, Ноуэлс, Мэнзиес, Рид            | 5:55         |
| 15.                 | «Change»                                                       | Дель Рей, Ноуэлс | Дель Рей, Ноуэлс, Мэнзиес                 | 5:21         |
| 16.                 | «Get Free»                                                     | Дель Рей, Ноуэлс, Мэнзиес                                                                                                | Дель Рей, Ноуэлс, Мэнзиес, Рид            | 5:34         |
| Общая длительность: | Общая длительность:                                            | Общая длительность: | Общая длительность:                       | 71:56        |

## Участники записи
Данные взяты из буклета альбома Lust for Life.
- Лана Дель Рей — вокал, продюсирование (треки 1–5, 7–16)
- The Weeknd — вокал (трек 2)
- ASAP Rocky — вокал (треки 6, 7)
- Playboi Carti — вокал (трек 6)
- Стиви Никс — вокал (трек 12)
- Шон Леннон — вокал (трек 13), продюсирование (трек 13), шейкер (трек 13), литавры (трек 13), электро бас-гитара (трек 13), акустическая гитара (трек 13), электрогитара (трек 13), челеста (трек 13), harpsichord (трек 13), glass harmonica (трек 13), Mongolian bells (трек 13), меллотрон (трек 13)
- Рик Ноуэлс — бас-гитара (треки 1, 13, 15, 16), меллотрон (треки 1, 2, 5, 8, 9, 10, 12, 13, 14, 15), vibraphone (треки 1, 7), клавишные (треки 1, 8, 16), synth pads (треки 2, 3, 5, 6, 9, 10, 16), фортепиано (треки 3, 5, 8, 10, 12, 15), струнные (треки 3, 8), челеста (треки 9, 15), орган (треки 9, 12, 13, 14, 16), акустическая гитара (треки 10, 11, 13), флейта (треки 10, 12), 808 bass (трек 10), solina (трек 12), synth bass (трек 12), электропианино (трек 14), choir (трек 14)
- Киерон Мэнзис — продюсирование (треки 1–5, 7–12, 14–16), engineering (треки 1–16), микширование (треки 1–16), ударные (треки 2, 3, 5, 7, 9, 10, 11, 15), tape loops (треки 2, 9, 10, 16), перкуссия (треки 2, 3, 5, 7, 8, 9, 10, 11, 12, 15, 16), клавишные (треки 2, 3, 7, 8, 9, 10, 11, 15), synth pads (трек 2), струнные (треки 2, 4, 5), бас-гитара (трек 3), синтезатор (треки 3, 5, 7, 8, 11, 16), modem (трек 3), фортепиано (трек 8)
- Дин Рейд — продюсирование (треки 2–5, 7–12, 14, 16), звукорежиссёр (треки 1–14, 16), микширование (треки 2-12, 14, 16), электрогитара (треки 1, 14, 16), ударные (треки 2, 4, 5, 7, 8, 9, 11, 12), перкуссия (треки 2, 8, 10, 11, 12, 16), бас-гитара (треки 2, 10), вокодер (треки 2, 7), эффекты (треки 2, 4, 5, 7, 8, 9, 14), гитарный синтезатор (трек 2), synth bass (треки 3, 11, 14, 16), bass (треки 4, 5, 7, 8, 9), струнные (треки 4, 10, 11), синтезатор (треки 5, 8, 9, 10, 11), флейта (трек 9), меллотрон (трек 9), brass (трек 10)
- Зак Раэ — синтезатор (треки 2, 3, 7, 10, 16), струнные (трек 4), harpsichord (трек 6), ударные (треки 7, 11), перкуссия (трек 7), бас-гитара (треки 7, 11), электрогитара (трек 7), фортепиано (трек 10), орган (треки 11, 16), меллотрон (трек 16), гитара (трек 16)
- Патрик Уоррен — фисгармония (трек 3), синтезатор (треки 3, 12, 14), waterphone (трек 3), tack piano (трек 10), струнные (треки 10, 12), фортепиано (трек 13), орган (трек 13), bassoon (трек 14), флейта (трек 14)
- Майти Майк — дополнительное продюсирование (треки 3, 14), bongos (трек 2), ударные (треки 3, 14, 16), перкуссия (треки 3, 14, 16), клавишные (трек 3), перкуссия (трек 7)
- Дэвид Левита — электрогитара (треки 2, 7, 10, 12, 13, 16)
- Тревор Ясуда — звукорежиссёр (треки 1–14, 16), клавишные (треки 5, 7, 9, 12, 13, 16)
- Аарон Стерлинг — ударные (треки 7, 11, 16), бубен (трек 11), перкуссия (трек 16)
- Тим Ларкомб — дополнительное продюсирование (трек 4), электрогитара (трек 4), ударные (трек 4), меллотрон (трек 4)
- Metro Boomin — продюсирование (трек 10), ударные (трек 10), перкуссия (трек 10), synth bass (трек 10)
- Бенни Бланко — продюсирование (трек 1), микширование (трек 1), ударные (трек 1), клавишные (трек 1)
- Макс Мартин — дополнительное продюсирование (трек 2), Juno bass (трек 2)
- Али Пайами — программирование ударных (трек 2)
- Дэн Хит — оркестровая увертюра (трек 3)
- Дэвид Палмер — синтезатор (трек 10)
- Шон Харли — бас-гитара (трек 12)
- T-Minus — виолончель (трек 6), synth (трек 6)
- Boi-1da — продюсирование (трек 6), ударные (трек 6), бас-гитара (трек 6)
- Яхаан Свит — продюсирование (трек 6), фортепиано (трек 6)
- Эндрю Джозеф Грэдвол, мл. — синтезатор (трек 6)
- Биркей Биречикли — перкуссия (трек 7)
- Гектор Дельгадо — звукорежиссёр (треки 6, 7), эффекты (трек 7)
- Эмиль Хейни — продюсирование (трек 1), микширование (трек 1), ударные (трек 1), синтезатор (трек 1)
- Гари Фергюсон — ударные (треки 12, 14)
- Крис Гарсия — звукорежиссёр (треки 4, 5, 9, 16)
- Джордан Стилвелл — звукорежиссёр (треки 2, 3)
- Мэтью Куллен — звукорежиссёр (трек 13), микширование (трек 13)
- Адам Айан — мастеринг (треки 2–16)
- Майк Боззи — мастеринг (трек 1)
- Чак Грант — фотография
- Нил Крюг — фотография
- Мэт Мейтленд — дизайн
- Маркус Бага — дизайн

## Чарты и сертификации

### Еженедельные чарты
| Чарт (2017)                            | Высшая позиция |
| -------------------------------------- | -------------- |
| Австралия (ARIA)                       | 1              |
| Австрия (Ö3 Austria)                   | 5              |
| Бельгия/Фландрия (Ultratop)            | 4              |
| Бельгия/Валлония (Ultratop)            | 2              |
| Канада (Canadian Albums Chart)         | 1              |
| Чехия (ČNS IFPI)                       | 2              |
| Дания (Hitlisten)                      | 5              |
| Нидерланды (Album Top 100)             | 6              |
| Финляндия (Suomen virallinen lista)    | 3              |
| Франция (SNEP)                         | 3              |
| Германия (Offizielle Top 100)          | 8              |
| Греция (IFPI)                          | 46             |
| Венгрия (MAHASZ)                       | 27             |
| Ирландия (IRMA)                        | 2              |
| Италия (Classifica album)              | 6              |
| Новая Зеландия (RMNZ)                  | 2              |
| Норвегия (VG-lista)                    | 1              |
| Польша (ZPAV)                          | 2              |
| Португалия (AFP)                       | 1              |
| Шотландия (Scottish Albums Chart)      | 1              |
| Испания (PROMUSICAE)                   | 1              |
| Швеция (Sverigetopplistan)             | 1              |
| Швейцария (Schweizer Hitparade)        | 2              |
| Великобритания (UK Albums Chart)       | 1              |
| США (Billboard 200)                    | 1              |
| США (Billboard Top Alternative Albums) | 1              |
| Южная Корея (Gaon Album Chart)         | 57             |
| Япония (Oricon)                        | 145            |

### Годовые итоговые чарты
| Чарт (2017)        | Высшая позиция |
| ------------------ | -------------- |
| Австралия          | 87             |
| Бельгия (Валлония) | 196            |
| Бельгия (Фландрия) | 75             |
| Великобритания     | 100            |
| Польша             | 78             |
| США                | 142            |
| Швейцария          | 93             |
| Швеция             | 92             |

### Сертификации
| Страна (провайдер) | Сертификации | Продажи    |
| ------------------ | ------------ | ---------- |
| Великобритания     | Серебряный   | 60 000+    |
| Польша             | Золотой      | 10 000+    |
| Франция            | Золотой      | 50 000+    |
| США                | Золотой      | 500 000+   |
| Земля (общее)      | —            | 1 800 000+ |